# Conferência dos Bispos Alemães

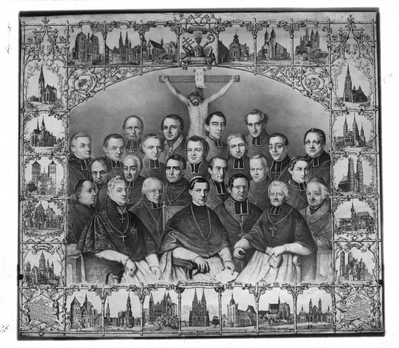
A primeira conferência dos bispos alemães foi realizada em 1848, em Wurtzburgo.

A Conferência dos Bispos Alemães (em alemão:  Deutsche Bischofskonferenz ou DBK) é a união dos bispos de todas as dioceses católicas da Alemanha. Além dos bispos diocesanos, pertencem também à Conferência Episcopal, os coadjutores envolvidos nas administradores diocesanos e bispos auxiliares. Até maio de 2012, a conferência possuía 68 membros das 27 dioceses alemãs. A organização conta com o seu secretariado em Bonn e o Comissário dos bispos alemães, que está localizado em Berlim. O atual presidente é o arcebispo de Munique e Frisinge, Reinhard Marx.
A primeira Conferência Episcopal alemã aconteceu em 1848 em Wurtzburgo. Em 1867, os bispos alemães se reuniram pela primeira vez no túmulo de São Bonifácio, em Fulda, organização que foi transformada em insituição.

## História

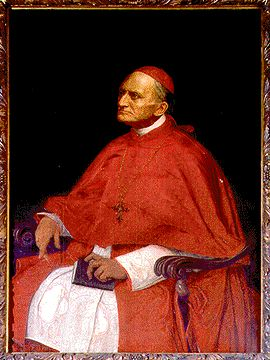
Cardeal Paul Melchers

A primeira reunião de bispos católicos alemães foi a Conferência Episcopal de Wurtzburgo, em 1848, sob a direção do arcebispo de Colônia, Johannes von Geissel. Foi criada em 1867 como uma associação livre, sem qualquer pretensão de poderes específicos. O primeiro presidente foi o arcebispo de Colônia, cardeal Paul Melchers. A partir de 1873, a Baviera juntou-se à Conferência Episcopal de Frisinga, sob a direção dos arcebispos de Munique e de Frisinga juntos.
Foi somente durante o Concílio Vaticano II que a Conferência Episcopal também recebeu seu estabelecimento legal da Igreja como Conferência Episcopal Alemã: o decreto Christus Dominus foi canonicamente reconhecido e nomeado de acordo com as diretrizes para a o estabelecimento das Conferências Episcopais Nacionais, em 1966. Como resultado, com a presença dos bispos diocesanos, também começou a contar com a presença de parte dos bispos auxiliares na assembleia, sendo realizada em Fulda no outono, e em locais diferentes anualmente na primavera.
Uma vez existindo o Muro de Berlim, em 1961, os bispos da Alemanha Oriental não poderiam mais participar das sessões plenárias e acabaram por estabelecer reuniões separadas, chamadas de "Conferências Ordinárias de Berlim", ou em alemão:  Berlin Ordinarienkonferenz. Em 1976, mudou seu nome para Conferência Episcopal de Berlim e tinha função apenas em se focar nas necessidades pastorais da Igreja alemã.
A história da Conferência Episcopal desde a Segunda Guerra Mundial influenciou decisivamente seus presidentes de longa data, os cardeais Joseph Frings (1945-1965), Julius Döpfner (1965-1976), Joseph Hoffner (1976-1987), e Karl Lehmann (1987-2008).
Com a reunificação alemã a Conferência Episcopal Alemã ressurgiu, a partir da fusão das conferências existentes na Alemanha Ocidental e na Oriental, em 1990. Em 12 de fevereiro de 2008, os bispos elegeram, em sua reunião plenária da primavera, o arcebispo de Friburgo, Robert Zollitsch, presidente da Conferência Episcopal Alemã.

### Escândalos de abuso
No contexto dos casos de abuso sexual de menores por membros da Igreja, na Alemanha, a Conferência dos Bispos Alemães formulou, em junho de 2011, um acordo em conjunto com o Instituto de Pesquisa Criminalística da Baixa Saxônia. Em 8 de janeiro 2013, foi anunciado que seria encerrado o contrato entre a Conferência dos Bispos da Alemanha e o Inistituto, devido à questões de confiança.

## Composição e funções
A Conferência Episcopal alemã está de acordo com os seus estatutos como a "fusão dos bispos das partes da Igreja (dioceses) na Alemanha para estudar e promover tarefas pastorais comuns, consulta mútua sobre a necessidade de coordenar o trabalho da igreja e a adoção comum de decisões, e também manter o relacionamento com outras Conferências Episcopais."
A Conferência Episcopal alemã é baseada no Decreto do Concílio Vaticano II (1965) Christus Dominus (Art. 38) e foi padronizada no novo Código eclesial de 1983(CIC cc.447-459) Também é um membro da Conselho das Conferências Episcopais da Europa (CCEE), assim como da Comissão das Conferências Episcopais da Comunidade Europeia (COMECE).
A Associação das Dioceses Alemãs é o órgão jurídico da Conferência Episcopal Alemã.

## As instituições da Conferência Episcopal Alemã
O Artigo 3º do Decreto Christus Dominus "estabelece como instituições dos Bispos Católicos da Conferência: a Assembleia, o Conselho Permanente, o presidente e as Comissões Episcopais, para lidar com as questões de uma sub-região em particular". Seu órgão administrativo é a Assembleia dos bispos.

### A Assembleia Geral
O órgão supremo da Conferência dos Bispos Alemães é a assembleia geral de membros. Seus membros incluem os bispos diocesanos, coadjutores,  administradores diocesanos. Os abades de igrejas católicas de rito próprio são membros consultivos do Núncio Apostólico, quando necessário. No entanto, o núncio tem apenas uma função consultiva ou de monitoramento e não tem direito a voto.
As atribuições da Assembleia Geral incluem a eleição do presidente e de outros funcionários, bem como a adoção de declarações doutrinais e decretos gerais. Tal como definido no artigo XXXVIII do Christus Dominus, as resoluções precisam de pelo menos 2/3 dos votos dos eleitores para serem tomadas como lei
Duas vezes por ano, todos os membros se reúnem para uma sessão plenária de quatro dias. Os locais de encontro na primavera são diferentes, escolhidos a cada sessão. Já as sessões de outono sempre ocorrem em Fulda.

### O Conselho Permanente
No Conselho Permanente, cada uma das 27 circunscrições eclesiásticas tem um assento e voto

### O presidente
O presidente, que deve ser um bispo diocesano, é eleito por voto secreto, por dois terços dos votos em um mandato de seis anos, podendo ser reeleito. Ele dirige a Assembleia Geral e o Conselho Permanente e define a agenda da instituição, levando em conta os pedidos recebidos, e as pautas de cada um dos órgãos da Conferência.
Ela também representa a Conferência Episcopal no exterior.
Em questões sociais o presidente é solicitado, não só por causa das decisões tomadas, mas por muitos eventos e questões da vida cultural, política e social, para tomar uma posição ou restrições pelas decisões da Conferência. Isso reforça a responsabilidade e a posição do presidente, especialmente na sociedade, mas também nas repercussões de sua posição na Igreja e na Conferência Episcopal.
As atribuições do Presidente não são apenas a gestão dos órgãos e da representação externa, mas o contato das dioceses entre si, primeiramente em seu próprio país, mas, eventualmente também em termos de relações com a Santa Sé, com países vizinhos, e na igreja pelo mundo inteiro.
Em 12 de fevereiro de 2008, os bispos reunidos elegeram Robert Zollitsch como presidente da Conferência Episcopal Alemã. Hans Langendörfer, SJ, secretário da Conferência Episcopal, foi designado a permanecer em seu cargo por mais seis anos.
O Chefe do Escritório Católico, o gabinete de ligação ao Governo Federal, é o prelado Karl Justen.

### As Comissões Episcopais
A fim de assistir o trabalho e atuação da Igreja, a Conferência criou diversas comissões de vários aspectos, que são as seguintes: Comissão Doutrinal, Comissão para o Ecumenismo, Comissão Pastoral, Comissão Litúrgica, Comissão para a Sociedade e as questões sociais, entre outras.

#### Comissão Doutrinal
A tarefa da Comissão Doutrinal inclui as questões básicas da fé, como a imagem de Deus e os sacramentos, e questões éticas em biologia e medicina, tais como sobre os temas de eutanásia e proteção do embrião. O Presidente desta comissão (desde 2011) é o  Cardeal Karl Lehmann, bispo de Mogúncia.

#### Comissão Ecumênica
Questões fundamentais do Movimento Ecumênico e das relações com as igrejas não-católicas na Alemanha estão sujeitos a esta Comissão. Seus trabalhos também são complementados por uma sub-comissão para as Relações Religiosas com os Judeus. O Presidente (desde 2012) é dom Gerhard Feige, bispo de Magdeburgo.

#### Comissão Pastoral
A Comissão Pastoral acompanha a comunidade pastoral, as mudanças estruturais das áreas pastorais, e desenvolvimentos relacionados a diversas outras áreas da sociedade. O Presidente (desde 2011) é Franz-Josef Bode, bispo de Osnabrück.

#### Comissão Litúrgica
A Comissão Litúrgica é responsável por assuntos de adoração na liturgia. Atualmente, vem preparando do Missal Romano e do Gotteslob. O Presidente (desde 2011) é o cardeal Joachim Meisner, arcebispo de Colônia.

## Presidente
- Conferência Episcopal de Fulda :
  - Johannes von Geissel, Arcebispo de Colônia (1848)
  - Paul Melchers, Arcebispo de Colônia (1867-1883)
  - Philipp Krementz, Arcebispo de Colônia (1884-1896)
  - Georg von Kopp, príncipe-bispo de Breslau (1897-1913)
  - Felix von Hartmann, Arcebispo de Colônia (1914-1919)
  - Adolf Bertram, Arcebispo de Breslau (1920-1945)
  - Joseph Frings, Arcebispo de Colônia (1945-1965)
- Conferência Episcopal Alemã :
  - Julius Döpfner, Arcebispo de Munique-Frisinga (1965-1976)
  - Joseph Höffner, Arcebispo de Colônia (1976-1987)
  - Karl Lehmann, Bispo de Mainz (1987-2008)
  - Robert Zollitsch, Arcebispo de Freiburg (2008-2014)
  - Reinhard Marx, Arcebispo de Munique-Frisinga (2014-2020)
  - Georg Bätzing, Bispo de Limburg (2020 - atual)